# Kaley Cuoco
Kaley Christine Cuoco (Camarillo, 30 novembre 1985) è un'attrice statunitense.
Salita alla ribalta grazie ai ruoli di Bridget Hennessy nella sitcom 8 semplici regole (2002-2005) e di Billie Jenkins nella serie televisiva Streghe (2005-2006), diviene nota con l'interpretazione di Penny nella sitcom The Big Bang Theory (2007-2019), che le vale due People's Choice Awards. In seguito consolida la sua fama con la serie L'assistente di volo - The Flight Attendant (2020-2022) e Based on a True Story (2023). Dal 2019 presta inoltre la voce al personaggio dei fumetti DC Comics Harley Quinn nella serie televisiva animata omonima.

## Biografia
Kaley è la primogenita di Gary Carmine Cuoco, un agente immobiliare statunitense di origini italiane, e di Layne Ann Wingate, una casalinga di origini tedesche e inglesi; ha una sorella, Briana anch'essa attrice e cantante.
Da bambina, Kaley Cuoco era una tennista amatoriale, sport che ha iniziato quando aveva tre anni. Ha smesso di praticare tale sport all'età di 16 anni per intraprendere la carriera di attrice.
La sua carriera di attrice è cominciata nel 1992 con il film Senza via d'uscita. Il suo ruolo di Marcia Brady in Growing Up Brady (2000) ha attirato l'attenzione della critica, così come la successiva parte nella sitcom Ladies Man. Nel 2004, oltre al ruolo di protagonista in 8 semplici regole, ha partecipato alla miniserie Magnitudo 10.5, al film TV Crimini con stile nonché alla pellicola indipendente Debating Robert Lee. L'anno dopo ha fatto parte del cast della serie televisiva Streghe impersonando Billie Jenkins. Dal 2007 al 2019 è tra i protagonisti dell'acclamata sitcom The Big Bang Theory.

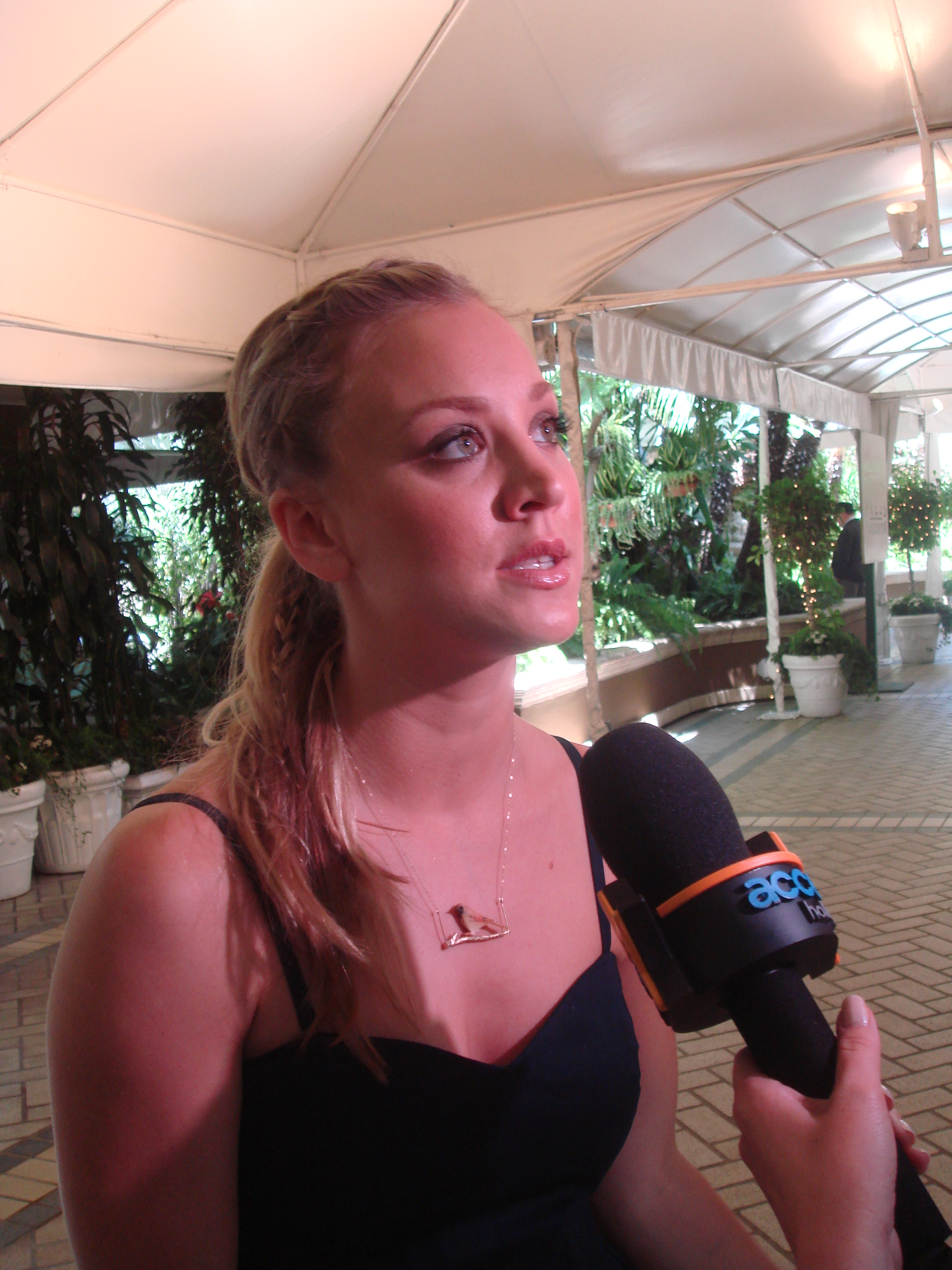
Kaley Cuoco nel 2010

Nel 2004, Kaley è stata nominata la settantaquattresima donna più sexy degli Stati Uniti al FHM-US's 100 Sexiest Women. Nello stesso anno, nella versione americana del cartone animato di Disney Channel Brandy and Mr. Whiskers, Kaley ha doppiato il personaggio Brandy Harrington. Sempre nel 2004, è stata co-protagonista con Nick Carter e Kevin Zegers nel film The Hollow. Kaley ha anche doppiato una delle due "gemelle in rosa" nel gioco per PlayStation Bratz.
Ha condotto la cerimonia di premiazione dei Teen Choice Awards 2011, e quelle dei People's Choice Awards 2012 e 2013. Sempre nel 2013 la rivista Forbes la inserisce al secondo posto tra le attrici più pagate della TV, con un guadagno di undici milioni di dollari; dal 2014, dopo il rinnovo del suo contratto con la sitcom The Big Bang Theory, percepisce un assegno di oltre un milione di dollari a episodio, diventando (assieme ai colleghi di set Johnny Galecki e Jim Parsons) tra gli attori televisivi più pagati di sempre. Nello stesso anno, in novembre riceve una stella sulla Hollywood Walk of Fame.
Nell'ottobre 2017, Kaley Cuoco ha fondato la Yes, Norman Productions, una società di produzione televisiva che ha stipulato un accordo di produzione pluriennale esclusivo con Warner Bros. Television.
Dal 2019 presta la voce al personaggio dei fumetti DC Comics Harley Quinn, nella serie animata omonima trasmessa da DC Universe e HBO Max.
Nell'aprile 2020, Kaley Cuoco ha recitato nella commedia d'azione The Man from Toronto come protagonista femminile, insieme a Kevin Hart e Woody Harrelson. Tra il 2020 e il 2022 è protagonista della serie L'assistente di volo - The Flight Attendant. Dal 2023 è tra i protagonisti della serie Based on a True Story insieme a Chris Messina e Tom Bateman.
Nel 2023 Kaley Cuoco ha fondato il marchio "Oh Norman!" che produce e commercializza prodotti per gli animali, ed in particolare per i cani; il nome è stato scelto in onore del pitbull morto nel 2021 a cui l'attrice era molto affezionata.

## Vita privata
In varie interviste l'attrice ha affermato di aver fatto un intervento di chirurgia plastica al seno e al naso all'età di 18 anni, mentre recitava nella sitcom 8 semplici regole, definendola "la migliore decisione che abbia mai preso".
Dal 2007 al 2009 ha avuto una relazione con il collega Johnny Galecki, conosciuto sul set di The Big Bang Theory. Il 31 dicembre 2013 ha sposato il tennista Ryan Sweeting, conosciuto nell'agosto precedente, da cui ha poi divorziato nel settembre 2015; durante il matrimonio ha aggiunto il cognome del marito al suo, facendosi accreditare in quegli anni come Kaley Cuoco-Sweeting.
Nel settembre 2010 è rimasta vittima di un incidente a cavallo che le ha procurato una frattura della gamba destra: inizialmente i medici, pensando a un'infezione, avevano previsto l'amputazione del piede destro, ipotesi successivamente rientrata.
Nel 2016 ha iniziato una relazione con il fantino professionista Karl Cook, con il quale si è fidanzata ufficialmente l'anno dopo, per poi sposarsi nel giugno 2018. La coppia è rimasta legata fino al settembre 2021, quando ha annunciato il divorzio.
Si è legata in seguito al collega Tom Pelphrey, da cui ha avuto una figlia nel marzo 2023. La coppia si è fidanzata ufficialmente nell'estate 2024.

## Filmografia parziale

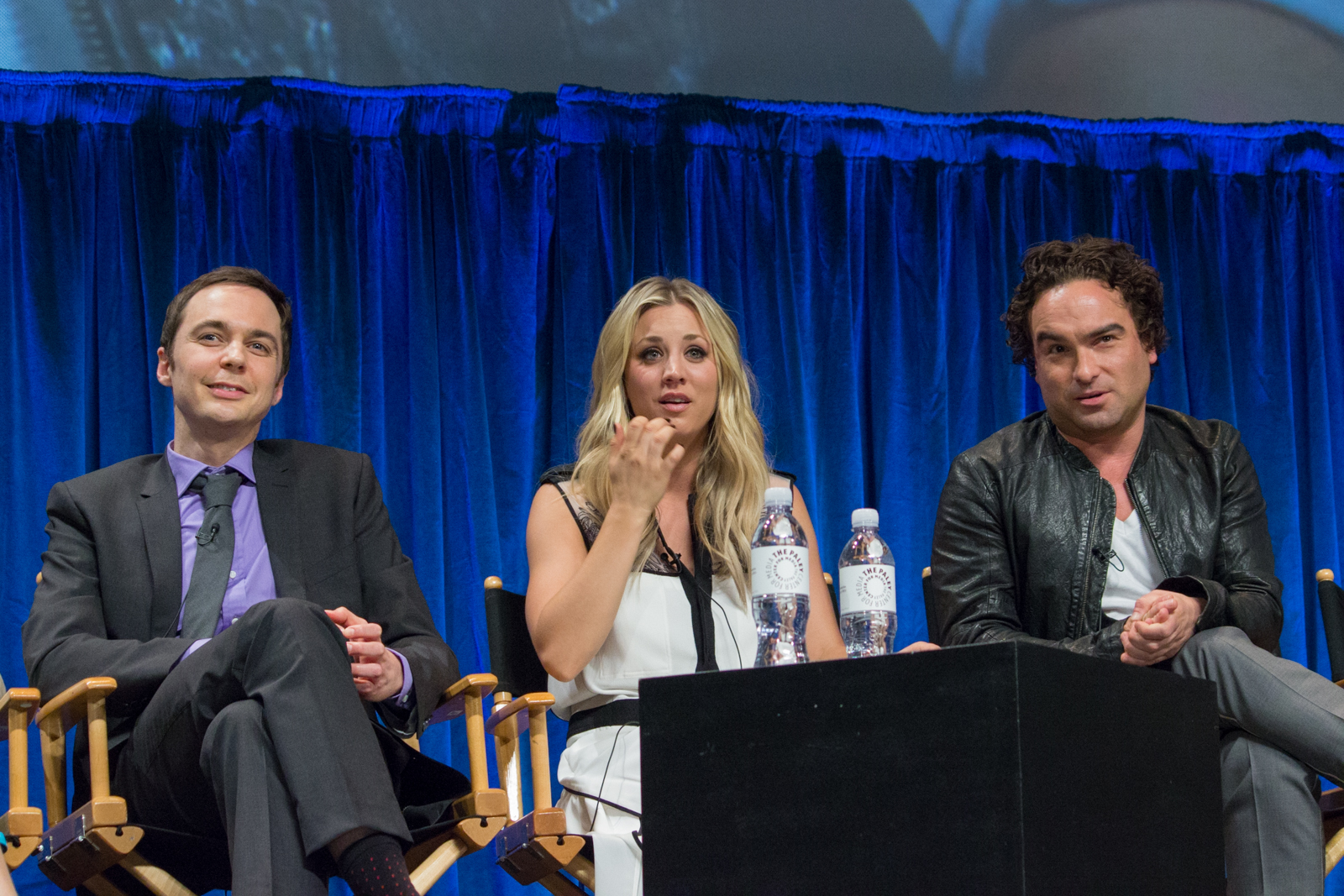
Da sinistra: Jim Parsons, Cuoco e Johnny Galecki, protagonisti della sitcom The Big Bang Theory, al PaleyFest 2013.

### Attrice

#### Cinema
- Virtuality (Virtuosity), regia di Brett Leonard (1995)
- Romantici equivoci (Picture Perfect), regia di Glenn Gordon Caron (1997)
- Un pezzo di paradiso (Can't Be Heaven), regia di Richard Friedman (2000)
- Debating Robert Lee, regia di Dan Polier (2004)
- The Hollow - La notte di Ognissanti (The Hollow), regia di Kyle Newman (2004)
- I segreti per farla innamorare (Lucky 13), regia di Chris Hall (2005)
- Farewell Bender (Wasted), regia di Matt Oates (2006)
- Cougar Club, regia di Christopher Duddy (2007)
- Killer Movie (Dead of Winter), regia di Jeff Fisher (2008)
- The Penthouse, regia di Chris Levitus (2010)
- Hop, regia di Tim Hill (2011)
- The Last Ride, regia di Harry Thomason (2011)
- Authors Anonymous, regia di Ellie Kanner (2014)
- The Wedding Ringer - Un testimone in affitto (The Wedding Ringer), regia di Jeremy Garelick (2015)
- Proprio lui? (Why Him?), regia di John Hamburg (2016) – voce
- Handsome: Un giallo Netflix (Handsome: A Netflix Mystery Movie), regia di Jeff Garlin (2017) – cameo
- Il giorno perfetto (Meet Cute), regia di Alexandre Lehmann (2022)
- The Man from Toronto, regia di Patrick Hughes (2022)
- Gioco di ruolo (Role Play), regia di Thomas Vincent (2024)

#### Televisione
- Senza via d'uscita (Quicksand: No Escape), regia di Michael Pressman – film TV (1992)
- Un medico tra gli orsi (Northern Exposure) – serie TV, episodio 5x15 (1994)
- My So-Called Life – serie TV, episodio 1x04 (1994)
- Ellen – serie TV, episodio 4x06 (1996)
- Anche i dentisti vanno in paradiso (Toothless), regia di Melanie Mayron – film TV (1997)
- Mr. Murder, regia di Dick Lowry – film TV (1998)
- The Tony Danza Show – serie TV, episodio 1x12 (1998)
- Ladies Man – serie TV, 8 episodi (1999)
- Homewood P.I. – serie TV, episodio 1x01 (2000)
- La squadra di bowling Alley Cats (Alley Cats Strike), regia di Rod Daniel – film TV (2000)
- Growing Up Brady, regia di Richard A. Colla – film TV (2000)
- Settimo cielo (7th Heaven) – serie TV, episodio 6x05 (2001)
- 8 semplici regole (8 Simple Rules) – serie TV, 76 episodi (2002-2005)
- First Monday – serie TV, episodio 1x01 (2002)
- The Nightmare Room – serie TV, episodio 1x11 (2002)
- The Help – serie TV, episodio 1x01 (2004)
- Crimini con stile (Crimes of Fashion), regia di Stuart Gillard – film TV (2004)
- Magnitudo 10.5 (10.5), regia di John Lafia – miniserie TV (2004)
- Selvaggi (Complete Savages) – serie TV, episodio 1x07 (2004)
- Streghe (Charmed) – serie TV, 22 episodi (2005-2006) - Billie Jenkins
- Secrets of a Small Town – serie TV, episodio 1x01 (2006)
- Separated at Worth, regia di Andy Ackerman – film TV (2006)
- To Be Fat Like Me, regia di Douglas Barr – film TV (2007)
- Prison Break – serie TV, episodi 2x15-2x16 (2007)
- The Big Bang Theory – serie TV, 277 episodi (2007-2019) - Penny
- The Philanthropist, regia di Gibby Cevallos – film TV (2008)
- Mercy – serie TV, episodio 1x05 (2009)
- Drew Peterson: l'amore fa impazzire (Drew Peterson: Untouchable), regia di Mikael Salomon – film TV (2012)
- L'assistente di volo - The Flight Attendant (The Flight Attendant) – serie TV, 16 episodi (2020-2022)
- Based on a True Story – serie TV, 16 episodi (2023-2024)

### Doppiatrice

#### Cinema
- Bratz: Le star della moda (Bratz: Starrin & Stylin), regia di Nick Rijgersberg (2004)
- Alvin Superstar - Nessuno ci può fermare (Alvin and the Chipmunks: The Road-Chip), regia di Walt Becker (2015)
- Bratz: Rock Angelz, regia di Douglas Carrigan (2005)

#### Televisione
- Brandy & Mr. Whiskers – serie animata, 77 episodi (2004-2006)
- Bratz – serie animata, 21 episodi (2005-2006)
- Loonatics Unleashed – serie animata, episodi 1x04-1x12-1x13 (2005-2006)
- Young Sheldon – serie TV, episodio 3x10 (2019)
- Harley Quinn – serie animata, 47 episodi (2019-2023) - Harley Quinn

## Riconoscimenti
- Golden Globe

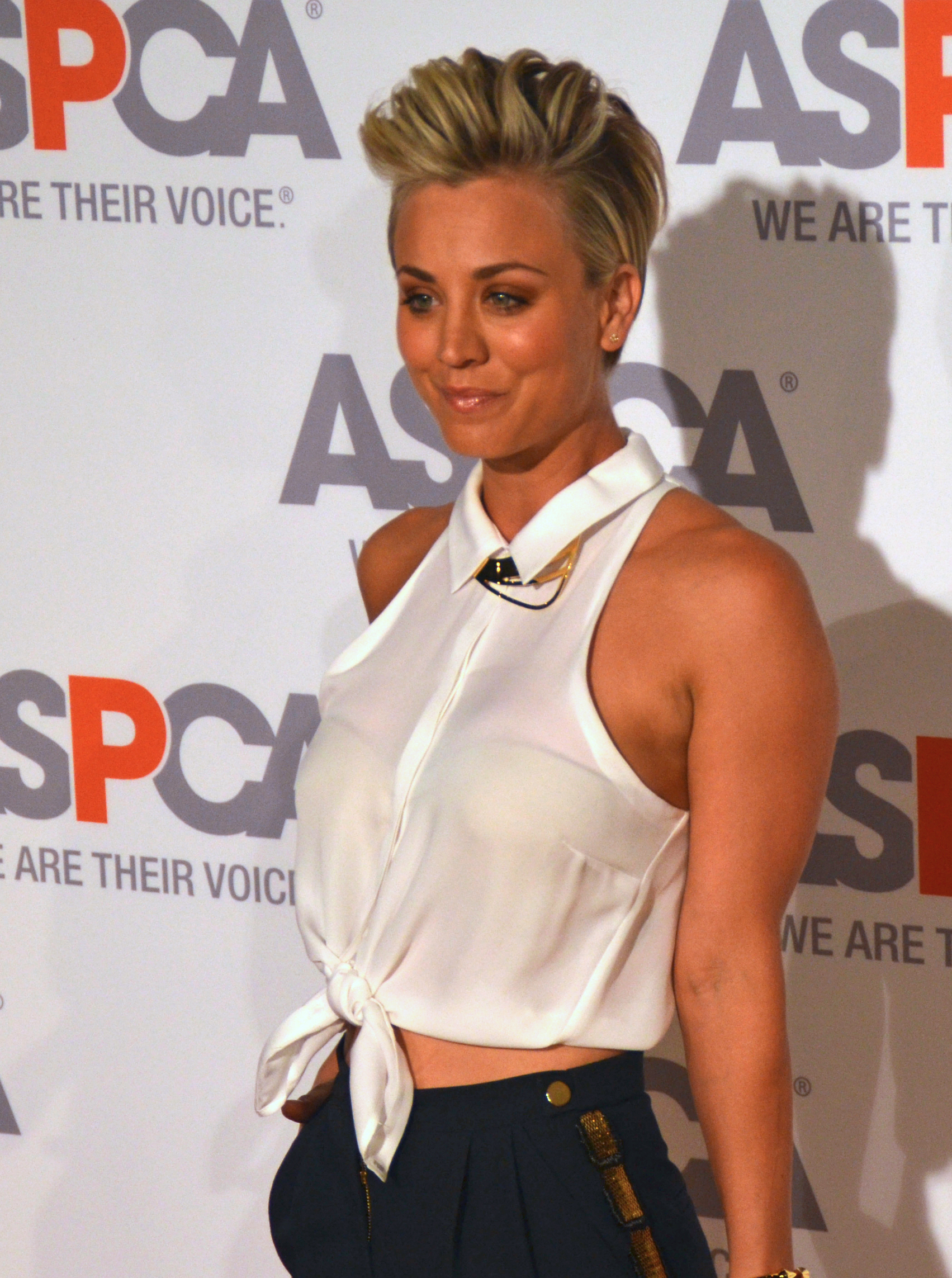
Kaley Cuoco agli ASPCA Compassion Award 2014

  - 2021 – Candidatura come miglior attrice in una serie commedia o musicale per L'assistente di volo - The Flight Attendant
  - 2023 – Candidatura come miglior attrice in una serie commedia o musicale per L'assistente di volo - The Flight Attendant
- Critics' Choice Awards
  - 2021 – Candidatura come miglior attrice protagonista in una serie commedia per L'assistente di volo – The Flight Attendant
- Emmy Award
  - 2021 – Candidatura come miglior attrice protagonista in una serie commedia per L'assistente di volo – The Flight Attendant
  - 2021 – Candidatura alla miglior serie commedia per L'assistente di volo – The Flight Attendant
  - 2022 – Candidatura come miglior attrice protagonista in una serie commedia per L'assistente di volo – The Flight Attendant
- People's Choice Awards
  - 2012 – Candidatura come Attrice preferita in una serie TV commedia per The Big Bang Theory
  - 2013 – Candidatura come Attrice preferita in una serie TV commedia per The Big Bang Theory
  - 2014 – Attrice preferita in una serie TV commedia per The Big Bang Theory
  - 2015 – Attrice preferita in una serie TV commedia per The Big Bang Theory
- Kids' Choice Awards
  - 2015 – Candidatura come Attrice TV preferita per The Big Bang Theory
- Razzie Awards
  - 2015 – Peggior attrice non protagonista per Alvin Superstar - Nessuno ci può fermare e The Wedding Ringer - Un testimone in affitto
- Screen Actors Guild Award
  - 2021 – Candidatura come miglior attrice in una serie commedia per L'assistente di volo – The Flight Attendant

## Doppiatrici italiane
Nelle versioni in italiano delle opere in cui ha recitato, Kaley Cuoco è stata doppiata da:
- Domitilla D'Amico in 8 semplici regole, Crimini con stile, Streghe, Hop, Drew Peterson: l'amore fa impazzire, Il giorno perfetto, Gioco di ruolo
- Eleonora Reti in The Big Bang Theory, Proprio lui?, L'assistente di volo - The Flight Attendant, The Man from Toronto, Based on a True Story
- Anna Lana in The Hollow - La notte di Ognissanti
- Rossella Celindano in Selvaggi
- Francesca Manicone in Prison Break
- Gemma Donati in The Wedding Ringer - Un testimone in affitto
- Gaia Bolognesi in The Big Bang Theory (ep. 10x23, in seguito ridoppiato)

Da doppiatrice è sostituita da:
- Guendalina Ward in Bratz: Rock Angelz, Bratz: Le star della moda
- Ilaria Latini in Brandy & Mr. Whiskers
- Emanuela Pacotto in Bratz
- Veronica Cannizzaro in Alvin Superstar - Nessuno ci può fermare